# Irsee
Irsee település Németországban, azon belül Bajorországban. Lakosainak száma 1573 fő (2023. december 31.). Irsee Kaufbeuren községgel határos.

## Népesség
A település népessége az elmúlt években az alábbi módon változott:
| Lakosok száma | 965  | 1616 | 1128 | 1248 | 1420 | 1448 | 1490 | 1515 | 1540 | 1573 |
|               | 1875 | 1950 | 1975 | 1987 | 2012 | 2014 | 2016 | 2017 | 2021 | 2023 |

## Fekvése
A Kaufbeurenből Mindelheimbe tartó B16-os úttól nyugatra található.

## Története

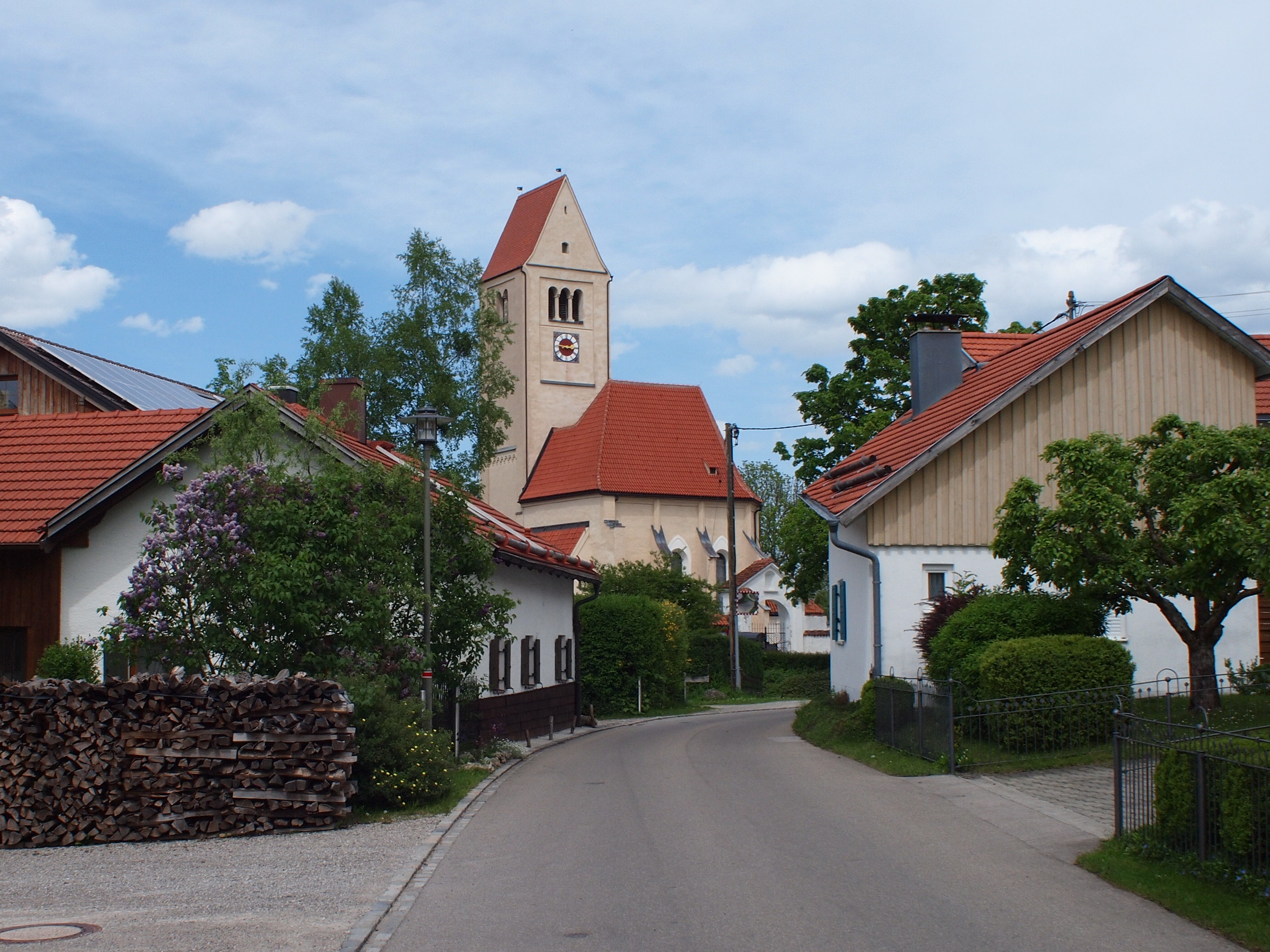

A település nevezetessége a falu keleti részén található régi benedekrendi kolostor.
A kolostor templomát 1699 és 1702 között Franz Beer érdekes tervei szerint építették át.
1849-ben elmegyógyintézetet hoztak benne részre, ma a kolostorban Irsee székhellyel a sváb régió egy konferencia- és oktatási központja található.
A település nevezetessége még a Kloster Söröző és Sörfőzde Múzeum is. Irsee ad otthont az Irseer Klosterbräu sörgyár sörfőzde múzeumának, Irsee mintegy évszázados sörgyártó tradícióval rendelkező hely van dokumentálva.

## Itt születtek, itt éltek
- Josef Guggenmos (1922-2003) - költő

## Galéria

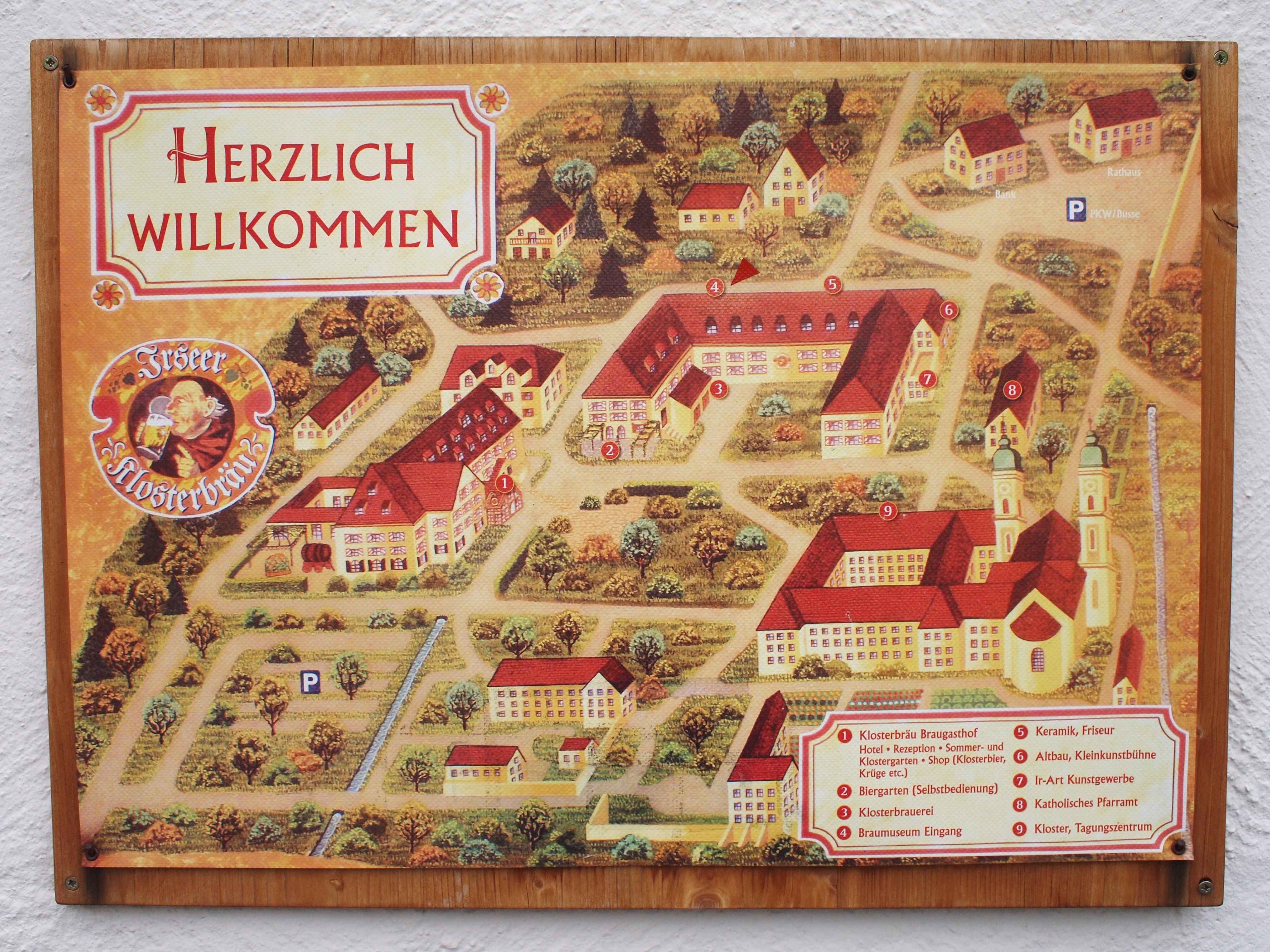
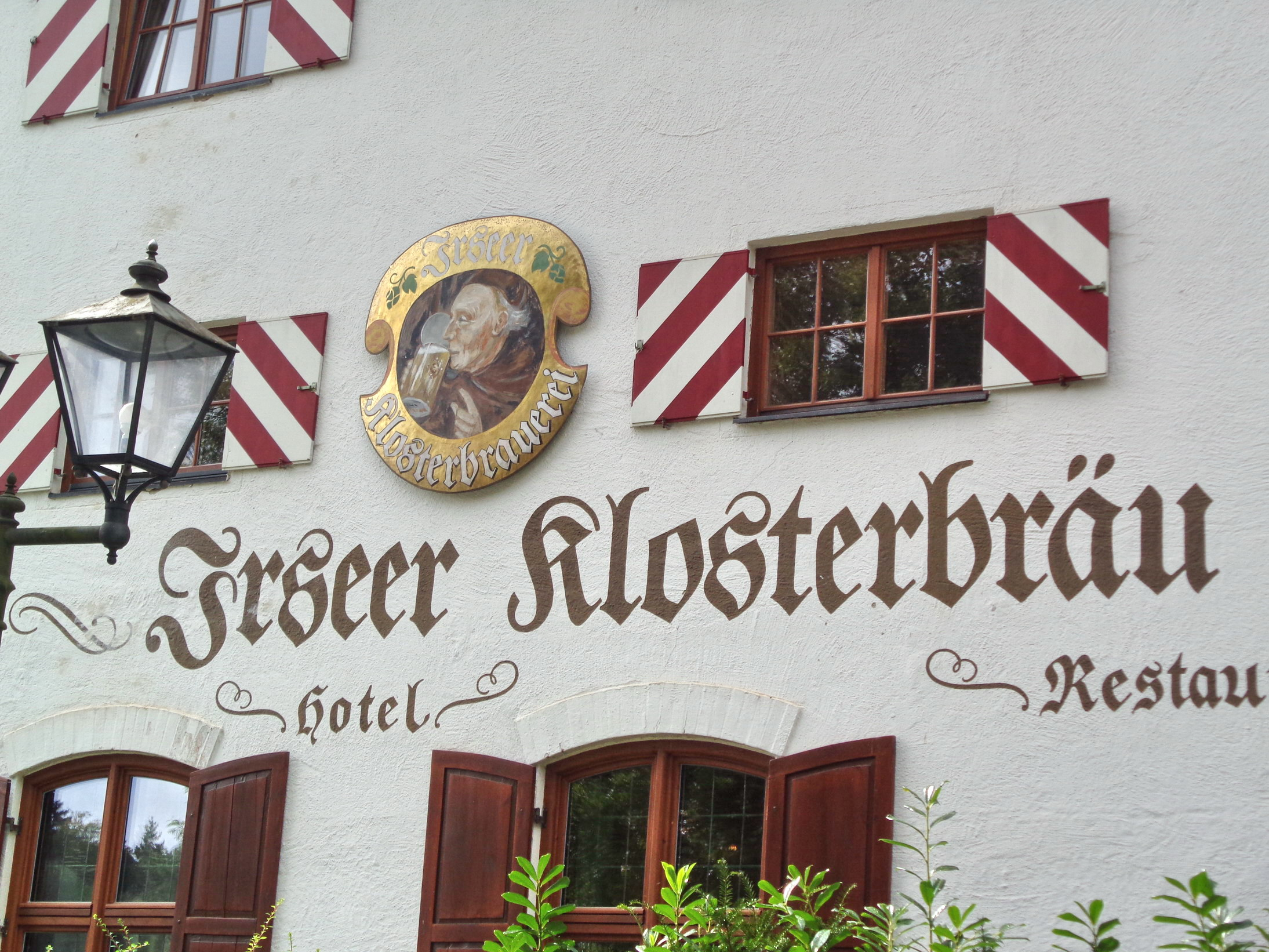
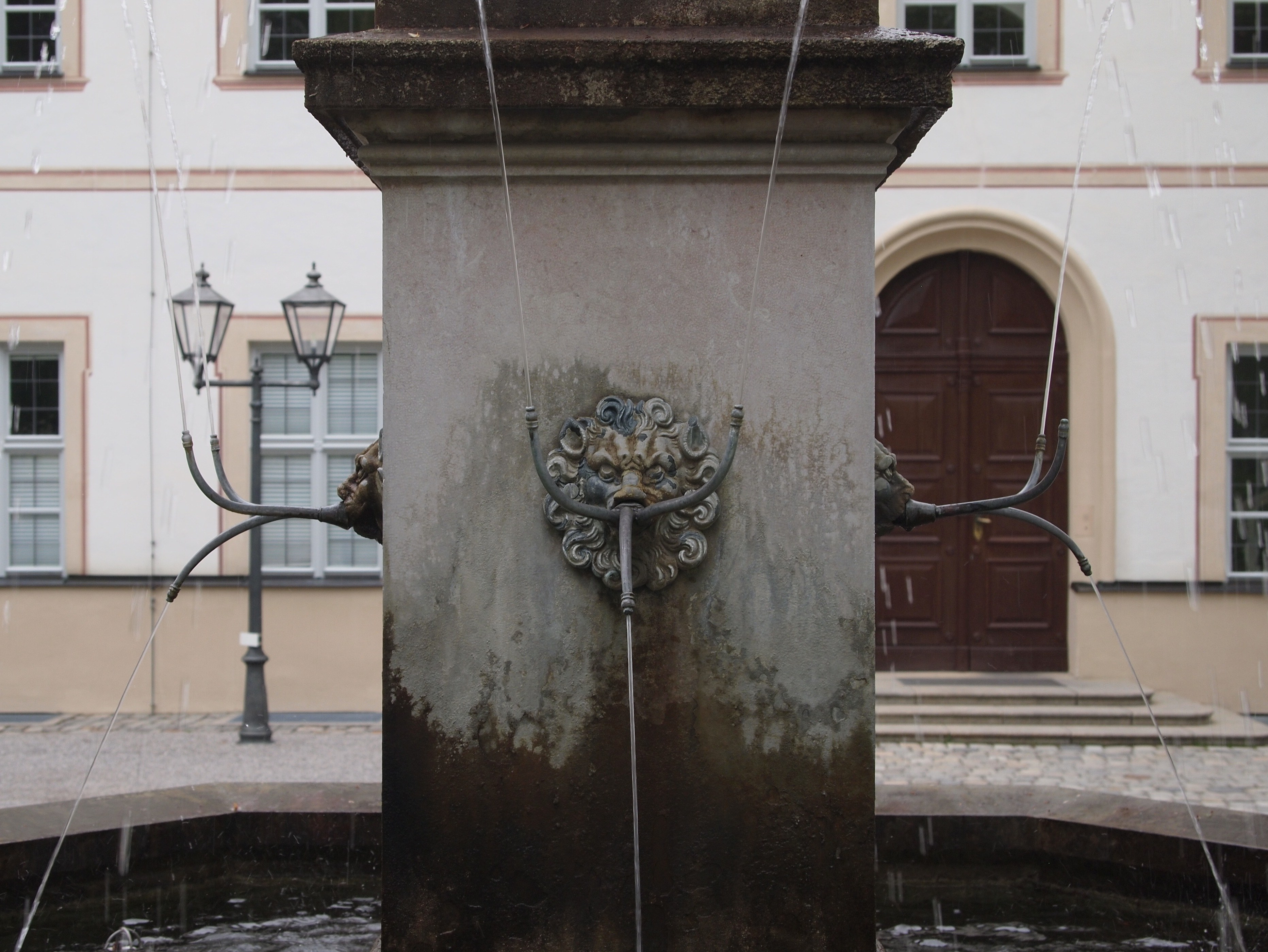
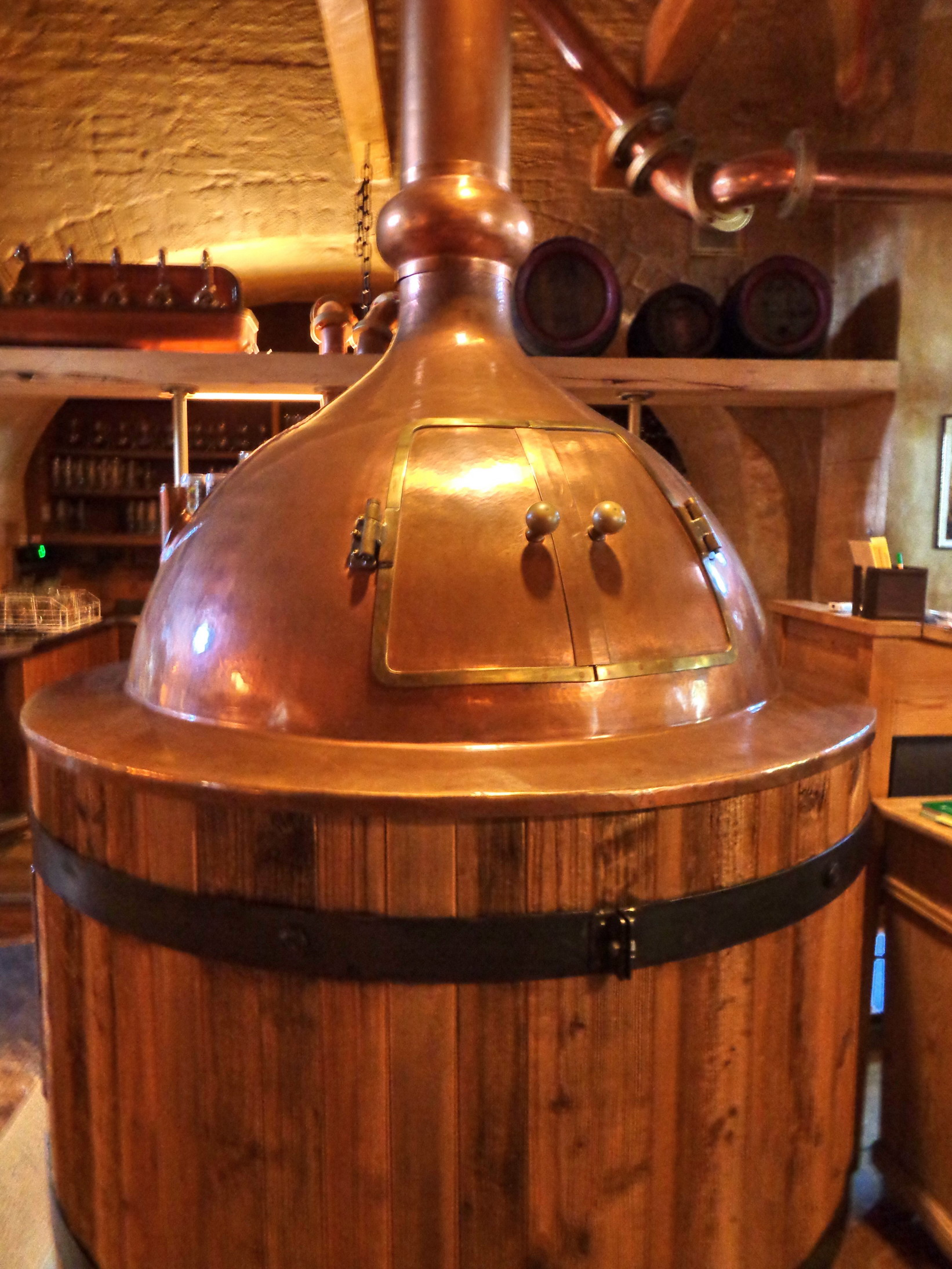
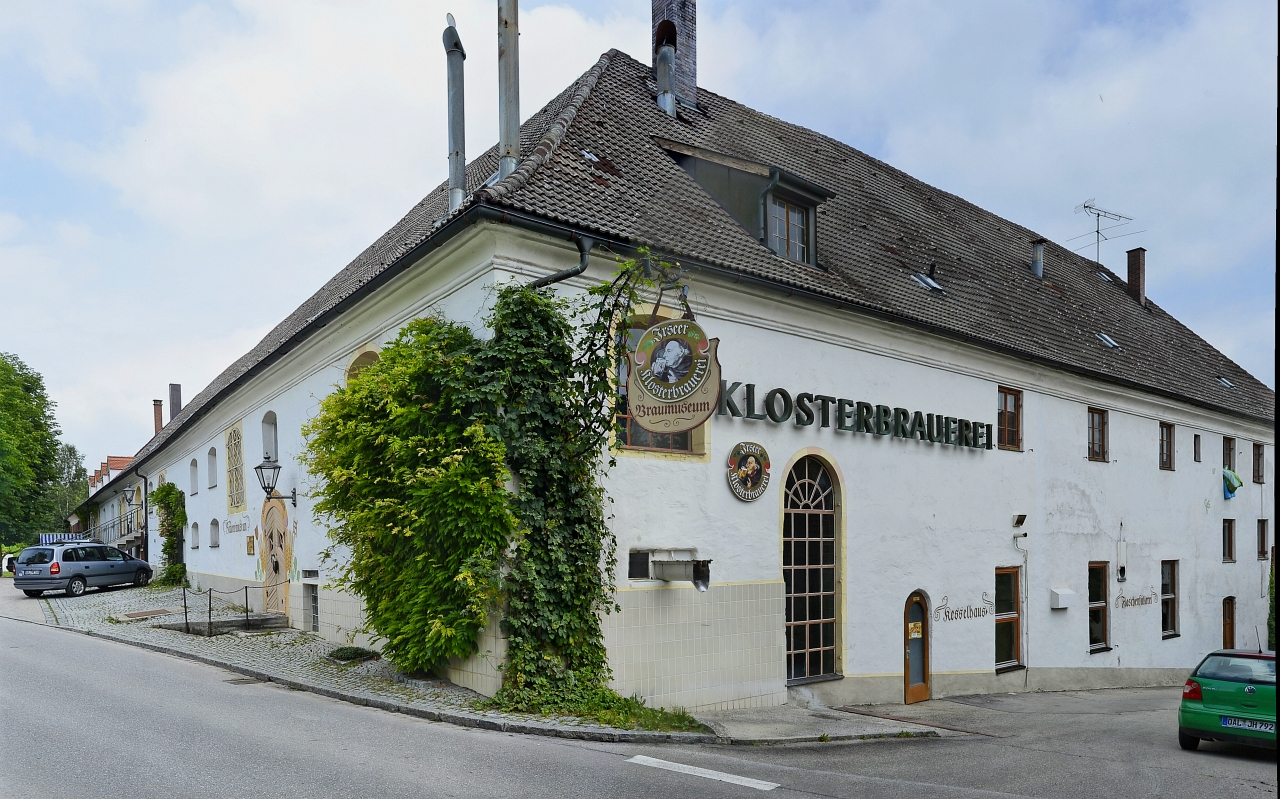
Kloster Söröző és Sörfőzde Múzeum
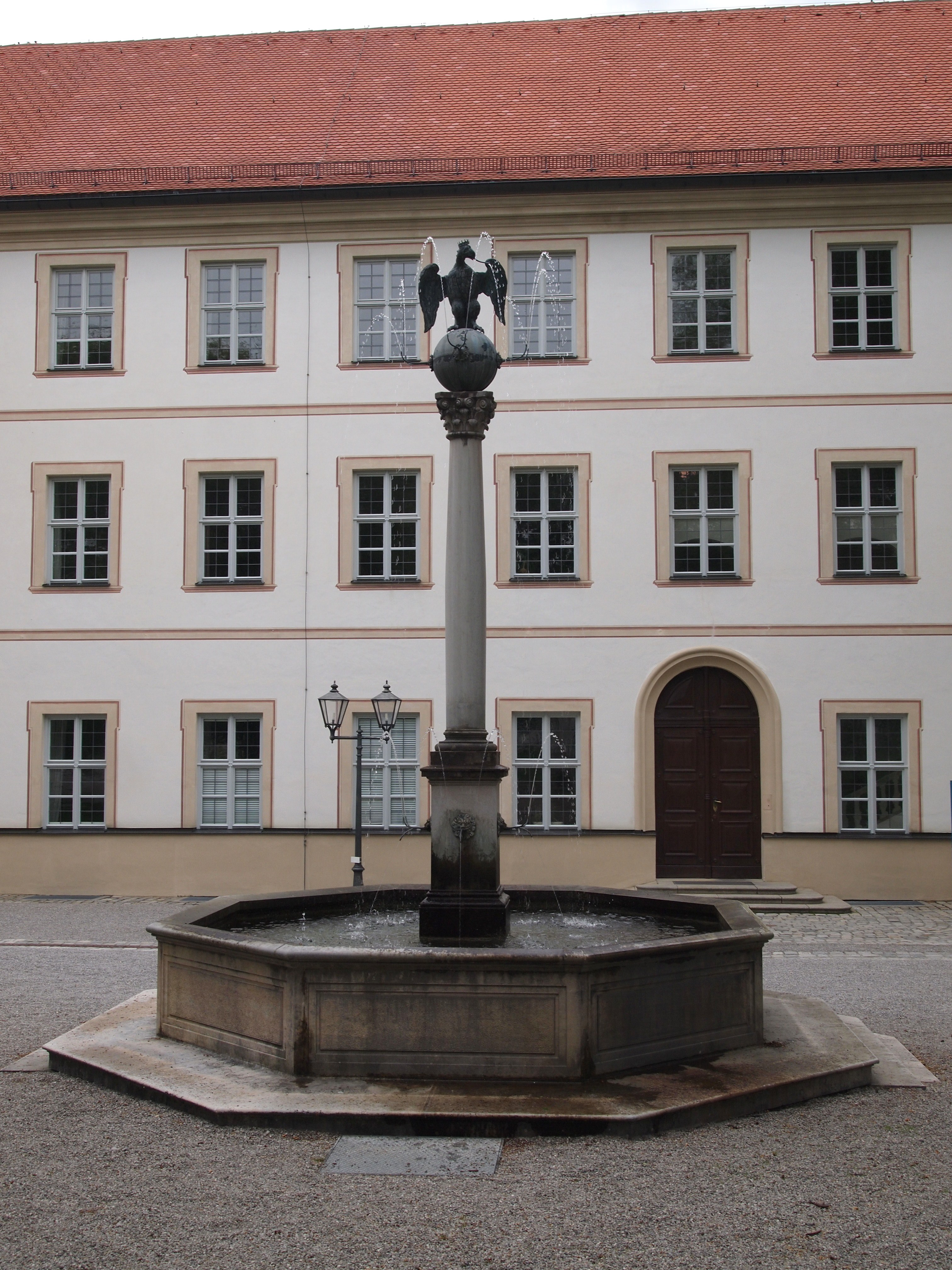